# 伊莉莎白·史馬特
伊莉莎白·史馬特 (1987年11月3日—)，是一位美國的兒童安全運動者以及ABC新聞的合作供稿人。

## 生平
她14歲時因在鹽湖城住家遭綁架而聞名全美，並在遭綁9個月後獲救。今日，她也以豎琴演奏家之姿現身於美國的電視台上。

## 連結
- 伊莉莎白·史馬特基金會官方網站 （页面存档备份，存于）（英文）
- 伊莉莎白·史馬特基金會的Facebook專頁（英文）
- 伊莉莎白·史馬特基金會的X（前Twitter）（英文）
- 伊莉莎白·史馬特在 America's Most Wanted的失蹤兒童個人檔案